# Димитър Стоянов (режисьор)
Вижте пояснителната страница за други личности с името Димитър Стоянов.
Димитър Стоянов е български режисьор и актьор.
Роден е на 26 ноември 1938 г. във Варна. Завършва гимназия в родния си град, а след това завършва актьорско майсторство за драматичен театър във ВИТИЗ в класа на професор Филип Филипов. По-късно специализира режисура в Москва и Ленинград.
Работи 4 години като актьор в Драматичен театър „Йордан Йовков“ гр. Добрич и 2 години като режисьор в театрите на Велико Търново и Плевен. Приема поканата на своя професор да му стане асистент и след спечелен конкурс става преподавател във ВИТИЗ. Докато специализира в Съветския съюз, продължава режисьорските си ангажименти към театър „Сълза и смях“. От 1998 г. е на свободна практика, прави всяка година по няколко постановки в различни театри в България и в чужбина и винаги с удоволствие се връща в родния град, където е поставял „Рибарски свади“ от Карло Голдони, „Д-р“ от Бранислав Нушич, „Човекоядката“ от Иван Радоев. Последните му постановки преди смъртта му са „Страсти под брястовете“ на Юджийн О'Нийл и „Урбулешка трагедия“ от Душан Ковачевич.
Димитър Стоянов умира 17 юни 2011 г. от исхемичен инсулт, ден след генералната репетиция на пиесата „Урбулешка трагедия“. Смъртта го застига в района около Стражица на връщане към София.

## Театрални роли
ТВ театър
- „Червено и кафяво“ (1982) (Иван Радоев)

## Филмография
| Година | Филми              | Роля      |
| ------ | ------------------ | --------- |
| 1993   | Бандитска приказка |           |
| 1987   | Левакът            | Градинаря |
| 1987   | Каменната гора     | Евгерски  |

- Кратка биография на Димитър Стоянов